# Gonçalo Nunes de Faria
Gonçalo Nunes de Faria (c. 1338 – ?) foi um nobre e prelado português.

## Biografia
Celebrado herói que defendeu o Castelo de Faria, por incitamento de seu pai Nuno Gonçalves de Faria, que foi morto à sua frente, e foi depois Abade de Santa Ovaia de Rio Covo, em Barcelos.
Foi Escudeiro e Vassalo do Mestre de Avis que, ainda Regedor e Defensor do Reino lhe prometeu, por intermédio de seu Procurador Rui Pereira, a terra de Fão, que também prometeu a Gonçalo Vasques Barroso, determinando a 10 de Agosto de 1385 que se apurasse a quem fora prometida primeiro, sendo confirmada a Gonçalo Nunes de Faria a 21 de Novembro de 1388. A 21 de Novembro de 1388, D. João I de Portugal doou de juro e herdade o Senhorio de Fão a Gonçalo Nunes de Faria, seu Vassalo, que já trazia esta terra em Préstamo.
Muito embora nesta mercê isso não seja referido, Gonçalo Nunes de Faria já então era Abade de Santa Ovaia de Rio Covo, em Barcelos, pois vem como tal referido na legitimação de seus filhos a 29 de Maio de 1387.
Entretanto, a 2 de Maio de 1385 já lhe tinha doado Zurara e Pindelo, para si e seus descendentes. Mas Gonçalo Nunes de Faria fez-se Clérigo pouco depois, uma vez que, a 29 de Maio de 1387, o Rei D. João I de Portugal lhe legitimou os filhos Pedro, Fernão e Nuno Gonçalves de Faria, havidos em diferentes mulheres solteiras, não nomeadas, sendo então já Abade de Santa Ovaia de Rio Covo, em Barcelos. A 28 de Janeiro de 1388 foi-lhe legitimada a filha Violante Nunes, havida em Aldonça Vasques, sendo ele então apenas referido como Gonçalo Nunes de Faria.

## Descendência
Teve três filhos naturais, legitimados por Carta Real de D. João I de 29 de Maio de 1386, como filhos de Gonçalo Nunes de Faria, Abade de Santa Ovaia de Rio Covo, e de mulheres solteiras, e uma filha natural, legitimada por Carta Real de D. João I de 28 de Janeiro de 1388, como filha de Gonçalo Nunes de Faria, e de Aldonça Vasques: 
- Pedro Gonçalves de Faria (c. 1379 –), o único dos filhos de Gonçalo Nunes a que Manuel de Faria e Sousa, dá descendência, casado, teve dois filhos: 
  - Frei Sebastião de Faria (c. 1402 –), Cavaleiro da Ordem de São João, não documentado mas que teve uma filha sacrílega: 
    - Cecília de Faria (c. 1425 –), casada c. 1440 com Aires Pinto (c. 1413 – c. 1485), Senhor da Torre da Lagariça, então na Terra de Aregos, hoje na Freguesia de São Cipriano, Resende, com geração

  - Álvaro de Faria
- Fernão Gonçalves de Faria, solteiro e sem geração
- Nuno (Gonçalves) de Faria (c. 1385–1441)
- Violante Nunes de Faria (c. 1386 –), solteira e sem geração